# Паладь-Комаровцы
Паладь-Комаро́вцы (укр. Паладь-Комарівці, словац. Palaď-Komárovce) — село в Сюртэнской сельской общине Ужгородского района Закарпатской области Украины.
Население по переписи 2001 года составляло 834 человека. Занимает площадь 2,03 км².

## История
В письменных источниках село известно под названиями «Komorouch», «Komoroch». Первое упоминание о нём относится к 1409 году, когда один из землевладельцев к своей фамилии добавил приложения «Комаровский». Вероятно, название села происходит от славянского слова «комар» (местность комаров), которые дали ему древние славяне. Как показывают археологические данные, они проживали в этой местности с VII века нашей эры.
В 1427 году Паладь-Комаровцы были обложены от 4 порт, что свидетельствует о том, что село возникло в период XII—XIII веков. С XVI века Пападь Комаровцы принадлежали землевладельцам Салаям и Морицам. Наибольшее количество крестьянских хозяйств приходится на XV век, когда их было 15. В начале XVIII века в селе осталось 7 зависимых домохозяйств и усадьба землевладельца. Источники XVIII века относят Паладь-Комаровцы к мадьярским сёлам.
До июля 1945 года село не было частью чехословацкой Подкарпатской Руси, а принадлежало словацкому округу Вельке Капушаны.
Вблизи села проходит государственная граница со Словакией, в 1 км от словацкого села Руска, в котором также проживают преимущественно венгры.
В 1946 году указом ПВС УССР село Паладь-Комаровцы переименовано в Комаровцы.
В 1995 году селу возвращено историческое название